# Mandemakers Stadion
El Mandemakers Stadion és un estadi polivalent a Waalwijk, Països Baixos. Actualment s'utilitza principalment per a partits de futbol. L'estadi té capacitat per a 7.186 persones i es va construir l'any 1996.
El Mandemakers Stadion va substituir l'estadi Sportpark Olympia que podia albergar 6.200 persones i s'havia inaugurat el 1940. Sportpark Olympia és el nom del parc esportiu polivalent on es troba el Mandemakers Stadion. L'equip de la Derde Klasse VV Baardwijk és un dels molts clubs del parc esportiu.
A les competicions europees, l'estadi es coneix com a RKC Waalwijk Stadion a causa de les normes de publicitat.